# Felsőtárkány
Felsőtárkány község Heves vármegye Egri járásában, a Tárkányi-patak völgyében található.

## Fekvése, megközelíthetősége

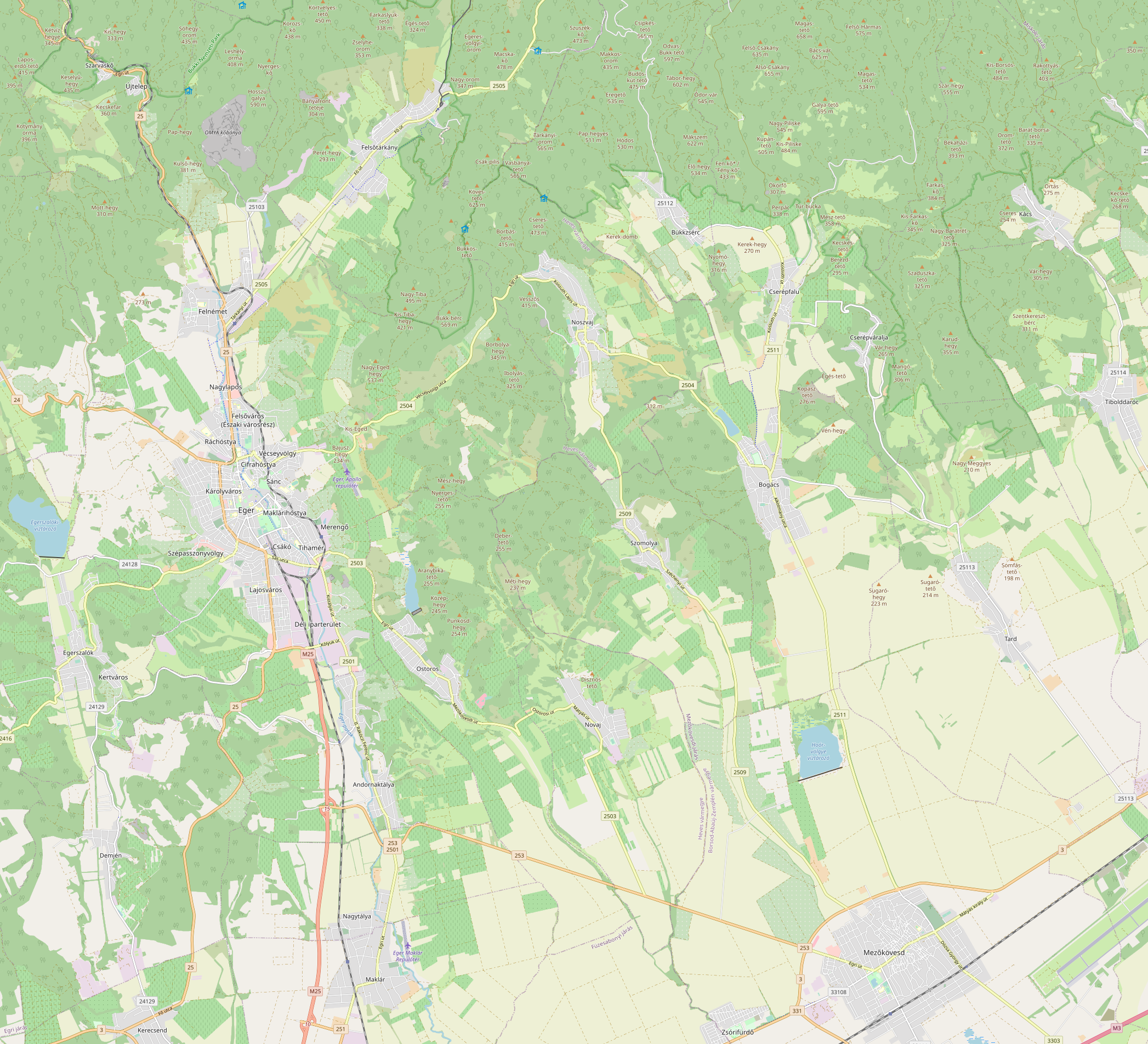
A község Eger környékének térképén

A Bükk-hegységben, a Tárkányi-patak völgyében, Egertől északra fekvő település. 
Megközelíthető Eger felől a Bükk-vidéken át Miskolcra vezető 2505-ös közúton.

## Története
A település nevét 1261-ben említették először az oklevelekben Oltarkan, illetve Feltarkan alakban.
A 14. és a 15. században két részből állt a település: Alsó- és Felsőtárkányból. 1330 - 1335 között az akkori Felsőtárkányban épített kolostorba karthauzi szerzetesek költöztek. 1526 után a törökök a középkori Felsőtárkányt elpusztították, amely többé sohasem népesült újra, majd a törökök 1552-ben a középkori Alsótárkányt is lerombolták, de ez a településrész 1577-től újranépesült.
1634-től a 20. század közepéig a falu egyházi tulajdonba került. 1694-ben népes jobbágyfaluként volt említve, és neve is ez időben változott véglegesen Felsőtárkányra.
1750 táján itt Barkóczy püspök Fourcontrasti kastélyt, majd a nazarénusok számára kolostort építtetett. A kolostor romjai még ma is láthatók a falu északi határában a Barátréten.

## Közélete

### Polgármesterei
- 1990–1994: Bakondi Simon (független)[4]
- 1994–1998: Bakondi Simon (független)[5]
- 1998–2002: Bajzát György (független)[6]
- 2002–2006: Dr. Bajzát György (független)[7]
- 2006–2010: Dr. Juhász Attila Simon (független)[8]
- 2010–2014: Dr. Juhász Attila Simon (Fidesz–KDNP)[9]
- 2014–2019: Dr. Juhász Attila Simon (Fidesz–KDNP)[10]
- 2019–2024: Szántósi Rafael (független)[11]
- 2024– : Dr. Juhász Attila Simon (Fidesz–KDNP)[1]

A települést 2006-tól három cikluson át vezető polgármester 2019-től azért nem folytathatta e munkáját, mert ettől az évtől kezdve Heves megye közgyűlési elnöke lett.

## Népesség
A település népességének változása:
| Lakosok száma | 3479 | 3509 | 3506 | 3583 | 3493 | 3488 | 3455 |
|               | 2013 | 2014 | 2015 | 2021 | 2022 | 2023 | 2024 |

2001-ben a település lakosságának 97%-a magyar, 3%-a cigány nemzetiségűnek vallotta magát.
A 2011-es népszámlálás során a lakosok 89,8%-a magyarnak, 3,4% cigánynak, 0,5% németnek, 0,3% románnak, 0,2% ukránnak mondta magát (10,1% nem nyilatkozott; a kettős identitások miatt a végösszeg nagyobb lehet 100%-nál). A vallási megoszlás a következő volt: római katolikus 57,2%, református 5,3%, evangélikus 0,2%, görögkatolikus 0,6%, felekezeten kívüli 13% (22,2% nem nyilatkozott).
2022-ben a lakosság 91,2%-a vallotta magát magyarnak, 0,9% cigánynak, 0,5% németnek, 0,1-0,1% örménynek, bolgárnak, ruszinnak, ukránnak, szlováknak, szerbnek és románnak, 2,8% egyéb, nem hazai nemzetiségűnek (8,6% nem nyilatkozott; a kettős identitások miatt a végösszeg nagyobb lehet 100%-nál). Vallásuk szerint 43,1% volt római katolikus, 5,9% református, 0,5% görög katolikus, 0,3% evangélikus, 0,1% ortodox, 1,4% egyéb keresztény, 0,6% egyéb katolikus, 11,8% felekezeten kívüli (36,1% nem válaszolt).

## Nevezetességei
- Felsőtárkányi Állami Erdei Vasút
- Római katolikus templom

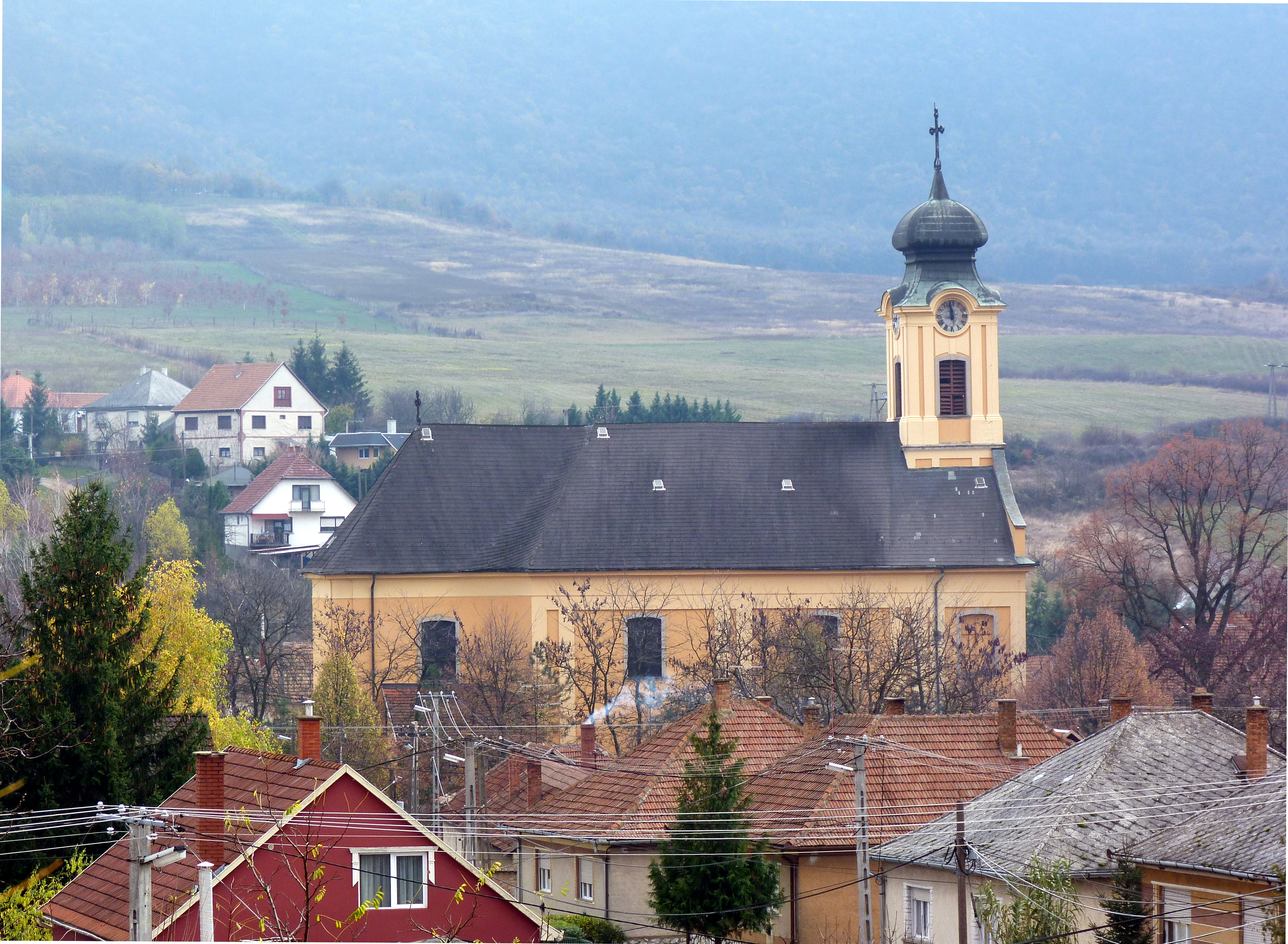
Katolikus templom

A műemlék jellegű késő barokk stílusú épületet Eszterházy Károly püspök 1785–1790 között építtette Francz József egri kőművesmesterrel. Az oltárokat 1793-ra készítette el Giacomo és Giovanni Adami, a szobrokat Mozer József kőfaragó mester. A templom védőszentje Bűnbánó Szent Mária Magdolna. A helyi márványbányából került ki a templom oltárát díszítő márvány.
- Vár-hegyi tanösvény

A Vár-hegy gerincére visz fel. A Kő-köz elejétől oda-vissza 10 km hosszú út 4–5 óra alatt járható be, és közben különböző földtani formációkkal (dolomitbánya, radiolarit sziklák), erdőtársulásokkal (a gyertyános-tölgyes, a szubmontán bükkös, a mészkerülő tölgyes és a hársas törmeléklejtő-erdő élővilágával), valamint egy késő bronzkori erődített teleppel, a Kyjatice-kultúra földvárával ismerkedhetünk meg.
Útvonala: Felsőtárkány, volt ifjúsági tábor parkolója, indítóállomás - Csák-Pilis-hegy - dolomitbánya - Dolomitbánya fölötti kilátópont, Vár-hegy nyerge - Vár-hegy, őskori földvár sánca - Várkúti Turistaház - Törökút, Kövesdi-kilátó - Kőbánya-lápa - Felsőtárkány, parkoló.
Az állomásokon lévő, vagy a közelükben megtekinthető természeti és kultúrtörténeti értékek leírását, a hozzájuk kapcsolódó ismereteket a Felsőtárkányi tanösvények (Eger, 2002) című kirándulásvezető füzetben olvashatjuk. A kiadvány a BNP Igazgatóságán szerezhető be (3304 Eger-Felnémet, Sánc u. 6.) Szabadon látogatható!
- Barát-réti tanösvény

A barát réti tanösvény egy jobbára völgyben vezető út a 2,6 km-re lévő Bujdosó-kőig 4 állomás látnivalóit mutatja be. A teljes kör hossza 6,5 km, megtételéhez 3 óra szükséges.
Útvonala: Felsőtárkány, Szikla-forrás, indítótábla - Kő-köz - Barát-rét (pihenőhely) - Bujdosó-kő.
Az állomásokon lévő, vagy a közelükben megtekinthető természeti és kultúrtörténeti értékek leírását, a hozzájuk kapcsolódó ismereteket a Felsőtárkányi tanösvények (Eger, 2002) című kirándulásvezető füzetben olvashatjuk. A kiadvány a BNP Igazgatóságán szerezhető be (3304 Eger-Felnémet, Sánc u. 6.) Szabadon látogatható!
- Kő-közi tanösvény

A Szikla-forrást és a fölötte magasodó mészkősziklát, az alatta húzódó Kő-köz nevű sziklaszorost és a tavat fűzi fel egy sétára. A 800 méter hosszú tanösvényen 5 állomás található. Bejárásához, a jelenségek tanulmányozásához egy óra bőven elegendő.
Útvonala: Felsőtárkány, Szikla-forrás, indítótábla - felsőtárkányi-tó - Szikla-forrás mészkősziklája, kilátópont - Kő-köz - Szikla-forrás.
Az állomásokon lévő, vagy a közelükben megtekinthető természeti és kultúrtörténeti értékek leírását, a hozzájuk kapcsolódó ismereteket a Felsőtárkányi tanösvények (Eger, 2002) című kirándulásvezető füzetben olvashatjuk. A kiadvány a BNP Igazgatóságán szerezhető be (3304 Eger-Felnémet, Sánc u. 6.) Szabadon látogatható!
- Vöröskő-völgyi tanösvény

Az útvonal mentén 15 állomáson összesen 21, a bükki erdő növény- és állatvilágát, valamint földtanát bemutató színes oktatótáblát helyeztek el az erdészet munkatársai. Ezek a szabadban való hasznos időtöltési lehetőség mellett oktatási segítséget is nyújtanak. Egy-egy tábla a déli Bükk legjellemzőbb élőlényeiből általában 4 fajt mutat be. A szöveges ismertetők úgy kerültek megszerkesztésre, hogy az adott fajra jellemző érdekességek mellett minél több hasznos tudnivalót is tartalmazzanak, hogy azokból, ha észrevétlenül is, de tanulni is lehessen. A tanösvény környékén a jellemző fafajok kis táblákkal vannak megjelölve.
Az önálló ismeretszerzés mellett a három "erdei tanterem"-ben lehetőség nyílik a csoportos foglalkozásokra is.
A séta kényelmes tempóban mintegy 3 óra alatt teljesíthető.
Az idelátogatókat a 90 éve működő hangulatos Felsőtárkányi Állami Erdei Vasút szállítja a helyszínre, mely Felsőtárkány Fűtőház autóbusz-megállótól a Stimecz-házig 5 km pályahosszon közlekedik. Szabadon látogatható!
- Felsőtárkányi-tó

A Szikla-forrás vizét tóvá duzzasztották. A tó környéke festői szépségű és kedvelt pihenőhely. Az itt felállított szabadtéri színpad kulturális rendezvényeknek ad helyet.
- Szikla-forrás

A bővizű sziklaforrás vizét már a 18. században tóvá duzzasztották. A tó környéke szépen parkosított, kedvelt kirándulóhely. Három tanösvény csomópontja található itt, a parton szabadtéri színpadot hoztak létre, és a tó közeléből indul a felsőtárkányi erdei kisvasút.
- A tárkányi vár

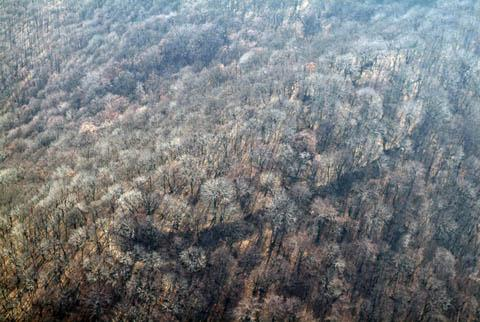
A vár légirendészeti felvételen

A Felsőtárkányi-medence fölött délkeleti irányban emelkedő hosszú hegygerinc legmagasabb része a Vár-hegy. A két, közel azonos magasságú csúcsot egy keskeny nyereg köti össze. A teljes hegytetőt sánc veszi körbe, külső árokkal, ami a meredek keleti, délkeleti hegyoldal felett hiányzik. 1962-ben és 1964-ben a vár délnyugati részén Párducz Mihály végzett ásatást: legalul a neolitikumból származó gödrök kerültek elő, felettük a késő bronzkori Kyjatice-kultúra maradványai váltak ismertté, amelynek későbbi periódusában az addig erődítés nélküli telepen épült meg a sánc. A késő bronzkorból gödrökön és tűzhelyeken kívül házakat is feltártak.
A felsőtárkányi Vár-hegy következő régészeti korszakát a középkor képviseli. A Vár-hegy őskori földvárát a középkorban ismét használták. Párducz Mihály 1962-ben és 1964-ben végzett ásatásakor középkori leletek is előkerültek, amelyeket 12-14. századinak határoztak meg. Középkori telepjelenség nem nagyon bontakozott ki, csupán a 3. árok keleti végében a mai felszín alatt 30 cm mélységben vált ismertté egy malteres középkori padlózat középkori cserepekkel és néhány vastárggyal. Egyébként a várra okleveles, történeti adatot nem ismerünk.
A sánc tetejéhez közel, de a külső lejtőre habarcsba rakott kőből várfalat emeltek, melynek szélessége átlagosan 2 m. A kőfal maradványa sok helyen látható, a legépebb része a délnyugati saroknál figyelhető meg. A régészek véleménye szerint a késő bronzkori sáncba az Árpád-kor idején „építették bele” a kőfalat. Párducz Mihály szerint a teljes falrendszer a korai vaskorból származik középkori erősítésekkel, javításokkal. Ilyen faragott kőkockákból emelt építményt a Kárpát-medencében, ebből a korból azonban nem ismerünk.

## Ipara
A falu híres üzeme a felnémeti határszélen, az eldugott Berva-völgyben létesített Berva Rt., a korábbi Finomszerelvénygyár, ahol évtizedekkel ezelőtt a Berva mopedeket és a Panni motorkerékpárokat is gyártották.

## Közlekedés
Megközelíthető Eger felől a Bükkön át Miskolcra vezető úton.
Közvetlen autóbuszok közlekednek Egerbe, vasárnaponként pedig Miskolcra.

## Testvértelepülések
- Dickenschied, Németország (1993. augusztus 19.)[16]
- Köröstárkány, Románia[17]
- Nagytárkány, Szlovákia
- Kistárkány, Szlovákia
- Mezőtárkány, Füzesabonyi járás, Magyarország[18]
- Tárkány, Kisbéri járás, Magyarország[19]

## Külső hivatkozások
- Felsőtárkány hivatalos honlapja
- Felsőtárkány.lap.hu
- Térkép Kalauz – Felsőtárkány